# 有理数
在数学中，有理数（）的定义是：可以表示为两个整数比的数；此处的整数比写为分数形式 {\displaystyle {\frac {a}{b}}}, {\displaystyle b\neq 0}。例如：0.375 可以表示为 {\displaystyle {\frac {3}{8}}}，因此 0.375 是有理数，当然 {\displaystyle {\frac {3}{8}}} 本身也是有理数。
按上述有理数定义，可知整数和整数分数统称有理数；而与有理数相對的是无理数，不是有理數的實數遂稱為無理數；例如 {\displaystyle {\sqrt {2}}}无法用整数比表示，因此 {\displaystyle {\sqrt {2}}} 是无理数。
並非所有以分數表示的數字皆為有理數，例如 {\displaystyle {\frac {\sqrt {2}}{2}}} 並不是有理數，其不符合可表示为整数比的定义。
所有有理数構成的集合常寫作 {\displaystyle \mathbf {Q} } 或 {\displaystyle \mathbb {Q} }，其定义為：
{\displaystyle \mathbb {Q} =\left\{{\frac {m}{n}}:m,n\in \mathbb {Z} ,n\neq 0\right\}}
有理数寫作小数時，其小数部分为有限或为循环。

## 词源

實數（ℝ）包括有理數（ℚ），其中包括整數（ℤ），其中包括自然數（ℕ）

有理数在英文中称作rational number，来自拉丁语rationalis，意为理性的；词根ratio，拉丁语意为理性、计算。代表“比例”的英文ratio一词在历史上出现得要比有理数（rational number）一词更晚，前者最早有记录是1660，而后者是1570年。

## 运算
有理数集对加、减、乘、除四则运算是封闭的（其中除法的除數不能為 0），亦即有理數加、减、乘、除有理數的結果仍為有理數。有理数的加法和乘法如下：
{\displaystyle {\frac {a}{b}}+{\frac {c}{d}}={\frac {ad+bc}{bd}}\,\ \ \ \ \ \ {\frac {a}{b}}\cdot {\frac {c}{d}}={\frac {ac}{bd}}}
两个有理数 {\displaystyle {\frac {a}{b}}} 和 {\displaystyle {\frac {c}{d}}} 相等的充要條件為 {\displaystyle ad=bc}。
有理数中存在加法反元素與乘法反元素（除了 0 以外，0 不具乘法反元素）：
{\displaystyle -\left({\frac {a}{b}}\right)={\frac {-a}{b}}\,\ \ \ \ \ \ \ \ a\neq 0}时，{\displaystyle \left({\frac {a}{b}}\right)^{-1}={\frac {b}{a}}}
两数相乘，同号得正异号得负，并把绝对值相乘。

## 古埃及分数
古埃及分数是分子为1、分母为正整数的有理数。每个有理数都可以表达为有限个两两不等的古埃及分数的和。例如：
{\displaystyle {\frac {5}{7}}={\frac {1}{2}}+{\frac {1}{6}}+{\frac {1}{21}}}
对于给定的正有理数，存在无穷多种表达成有限个两两不等的古埃及分数之和的方法。

## 形式构建
数学上可以将有理数定义为建立在整数的有序对上{\displaystyle \left(a,b\right)}的等价类，这里{\displaystyle b,d}不为零。我们可以对这些有序对定义加法和乘法，规则如下：
{\displaystyle \left(a,b\right)+\left(c,d\right)=\left(ad+bc,bd\right)}
{\displaystyle \left(a,b\right)\times \left(c,d\right)=\left(ac,bd\right)}
为了使{\displaystyle {\frac {2}{4}}={\frac {1}{2}}}，定义等价关系{\displaystyle \sim }如下：
{\displaystyle \left(a,b\right)\sim \left(c,d\right){\mbox{ iff }}ad=bc}
这种等价关系与上述定义的加法和乘法上是一致的，而且可以将Q定义为整数有序对关于等价关系~的商集：{\displaystyle \mathbb {Q} =\mathbb {Z} \times (\mathbb {Z} -\{0\})/\sim }。例如：两个对{\displaystyle (a,b)}和{\displaystyle (c,d)}是相同的，如果它们满足上述等式。（这种构建可用于任何整数环，参见商域。）

### 定義大小
Q上的大小可以定义为：
{\displaystyle \left(a,b\right)\leq \left(c,d\right)}当且仅当下列任一條件成立：
1. {\displaystyle bd>0}并且{\displaystyle ad\leq bc}
2. {\displaystyle bd<0}并且{\displaystyle ad\geq bc}

然後{\displaystyle x<y}是指{\displaystyle x\leq y}但{\displaystyle y\nleq x}。亦可在“小于”概念之上引入“大于”的概念，即：{\displaystyle a<b}当且仅当{\displaystyle b>a}。此排序中，每一对有理数{\displaystyle a,b}之间皆可比較，必有且仅有以下关系之一：
{\displaystyle a=b}，{\displaystyle a>b}，{\displaystyle a<b}。
又滿足传递性：若{\displaystyle a<b}，且{\displaystyle b<c}，则{\displaystyle a<c}。所以以上定義的大小關係是全序关系。
有理數集的序還滿足稠密性：若{\displaystyle a<b}，则必存在有理数{\displaystyle c}，满足{\displaystyle a<c}，且{\displaystyle c<b}。

## 性质

有理数集是可数的

集合{\displaystyle \mathbb {Q} }，以及上述的加法和乘法运算，构成域，即整数{\displaystyle \mathbb {Z} }的商域。
有理数是特征为0的域最小的一个：所有其他特征为0的域都包含{\displaystyle \mathbb {Q} }的一个拷贝（即存在一个从{\displaystyle \mathbb {Q} }到其中的同构映射）。
{\displaystyle \mathbb {Q} }的代数闭包，例如有理数多项式的根的域，是代数数域。
所有有理数的集合是可数的，亦即是說{\displaystyle \mathbb {Q} }的基數（或勢）與自然數集合{\displaystyle \mathbb {N} }相同，都是阿列夫數{\displaystyle \aleph _{0}}，這是因為可以定義一個從有理數集{\displaystyle \mathbb {Q} }映至自然數集合的笛卡爾積{\displaystyle \mathbb {N} \times \mathbb {N} }的單射函數，而{\displaystyle \mathbb {N} \times \mathbb {N} }是可數集合之故。因为所有实数的集合是不可数的，所以从勒贝格测度来看，可以认为绝大多数实数不是有理数。
有理数的序是个稠密序：任何两个有理数之间存在另一个有理数，事实上是存在无穷多个。此外，有理數集也沒有最大和最小元素，所以是無端點的可數稠密全序（dense linear order without endpoints）。康托爾同構定理說明，任何無端點的可數稠密全序必定序同構於有理數的序，換言之，若不辨同構之異，則有理數的大小序是唯一具此性質的序結構。

## 实数
有理数是实数的稠密子集：每个实数都有任意接近的有理数。一个相关的性质是，僅有理数可化為有限连分数。
依照它们的序列，有理数具有一个序拓扑。有理数是实数的（稠密）子集，因此它同时具有一个子空间拓扑。采用度量{\displaystyle d\left(x,y\right)=|x-y|}，有理数构成一个度量空间，这是{\displaystyle \mathbb {Q} }上的第三个拓扑。幸运的是，所有三个拓扑一致并将有理数转化到一个拓扑域。有理数是非局部紧致空间的一个重要的实例。这个空间也是完全不连通的。有理数不构成完备的度量空间；实数是{\displaystyle \mathbb {Q} }的完备集。

## p进数
除了上述的绝对值度量，还有其他的度量将{\displaystyle \mathbb {Q} }转化到拓扑域：
设{\displaystyle p}是素数，对任何非零整数{\displaystyle a}设{\displaystyle |a|_{p}=p^{-n}}，这里{\displaystyle p^{n}}是整除{\displaystyle a}的{\displaystyle p}的最高次幂；
另外{\displaystyle |0|_{p}=0}。对任何有理数{\displaystyle {\frac {a}{b}}}，设{\displaystyle \left|{\frac {a}{b}}\right|_{p}={\frac {|a|_{p}}{|b|_{p}}}}。
则{\displaystyle d_{p}\left(x,y\right)=|x-y|_{p}}在{\displaystyle \mathbb {Q} }上定义了一个度量。
度量空间{\displaystyle \left(\mathbb {Q} ,d_{p}\right)}不完备，它的完备集是p进数域{\displaystyle \mathbb {Q} _{p}}。